# Colotis guenei
Colotis guenei är en fjärilsart som först beskrevs av Paul Mabille 1877.  Colotis guenei ingår i släktet Colotis och familjen vitfjärilar.
Artens utbredningsområde är Madagaskar. Inga underarter finns listade i Catalogue of Life.